# Auguste Ottin
Auguste Ottin (Parigi, 11 novembre 1811 – Neuilly-sur-Seine, 8 dicembre 1890) è stato uno scultore francese.

## Biografia
Auguste Louis Marie Ottin era figlio di Denis Victoire Ottin (nato nel 1787 a Parigi), tornitore di rame e bronzo, e padre di Léon-Auguste Ottin (nato nel 1836 a Parigi), pittore e artista del vetro.
Accettato presso la Scuola nazionale superiore di Belle Arti di Parigi nel 1825, Ottin divenne allievo di David d'Angers, che, impegnato nella corrente romantica, gli insegnò una scultura liberata da accademismi. Egli ottenne insieme a Jean-Marie Bonnassieux, il secondo grande prix de Rome in scultura del 1836 con il rilievo Socrate che beve la cicuta. Si trasferì quindi a Roma ove soggiornò per cinque anni come pensionato presso la Villa Medici. Nel 1841 espose al Salon del Louvre. Il suo percorso, costellato di ricompense, gli aprì le porte degli ordinativi dello Stato e gli assicurò la celebrità. Questa, una volta conseguita, permise alla sua personalità sciolta di espandersi realizzando opere indipendenti. Ottin ha lavorato in tutte le correnti artistiche della sua epoca, a suo agio sia nel romanticismo che nello stile eclettico, con gli ordinativi dello Stato, o ricorrendo alle allegorie. 
Nel 1874, partecipò alla Prima esposizione dei pittori impressionisti nel salone di Nadar à Parigi.
Auguste Ottin morì l'8 dicembre 1890 nella casa di riposo della Fondazione Galignani a Neuilly-sur-Seine.

## Opere
- Ritratto di Jean-Auguste-Dominique Ingres (1839), busto, Roma, Villa Medici
- Ritratto di Jean-Auguste-Dominique Ingres (verso il 1840), busto, gesso tinto terra cotta, Parigi, Scuola nazionale superiore di Belle Arti
- Ritratto di Jean-Auguste-Dominique Ingres (vers 1840), busto, bronzo, Versailles, Châteaux de Versailles et de Trianon
- Ritratto di Charles Fourier (1846), busto, marmo, Museo di Belle Arti e di Archeologia di Besançon
- Ritratto di Charles Fourier (verso il 1850), busto, marmo, camino del salone del primo piano del Palazzo Renai di Firenze (commissionato da François Sabatier-Ungher nel 1842, esposto ai Saloni del 1850 e 1851)[1]
- Laura de Noves (1850), statua, marmo, Parigi, serie  Regine di Francia e Donne illustri dei Giardini del Lussemburgo (commissionato da Luigi Filippo
- Fontana de' Medici, Parigi (1866): Polifemo che sorprende Galatea nelle braccia di Aci, gruppo, Pan, statua, pietra - Diana, statua, pietra
- Ercole, statua nel cortile della Conservazione a Parigi nei Giardini del Lussemburgo
- Campaspe si spoglia davanti ad Apelle per ordine di  Alessandro (1883), facciata nord del Cortile Quadrato del Palazzo del Louvre, Parigi
- Mercurio e La Musica, bacile della piazza Émile-Chautemps di Parigi
- Pitea ed Eutimene, statue sulla facciata del palazzo della Borsa a Marsiglia.

## Pubblicazioni
- (FR)  Méthode élémentaire de dessin, Librairie Hachette, Paris, 1868 (url)

## Riconoscimenti
- Prix de Rome nel 1836
- Cavaliere della Legion d'onore nel 1867[2]

## Galleria d'immagini

Opere di Auguste Ottin
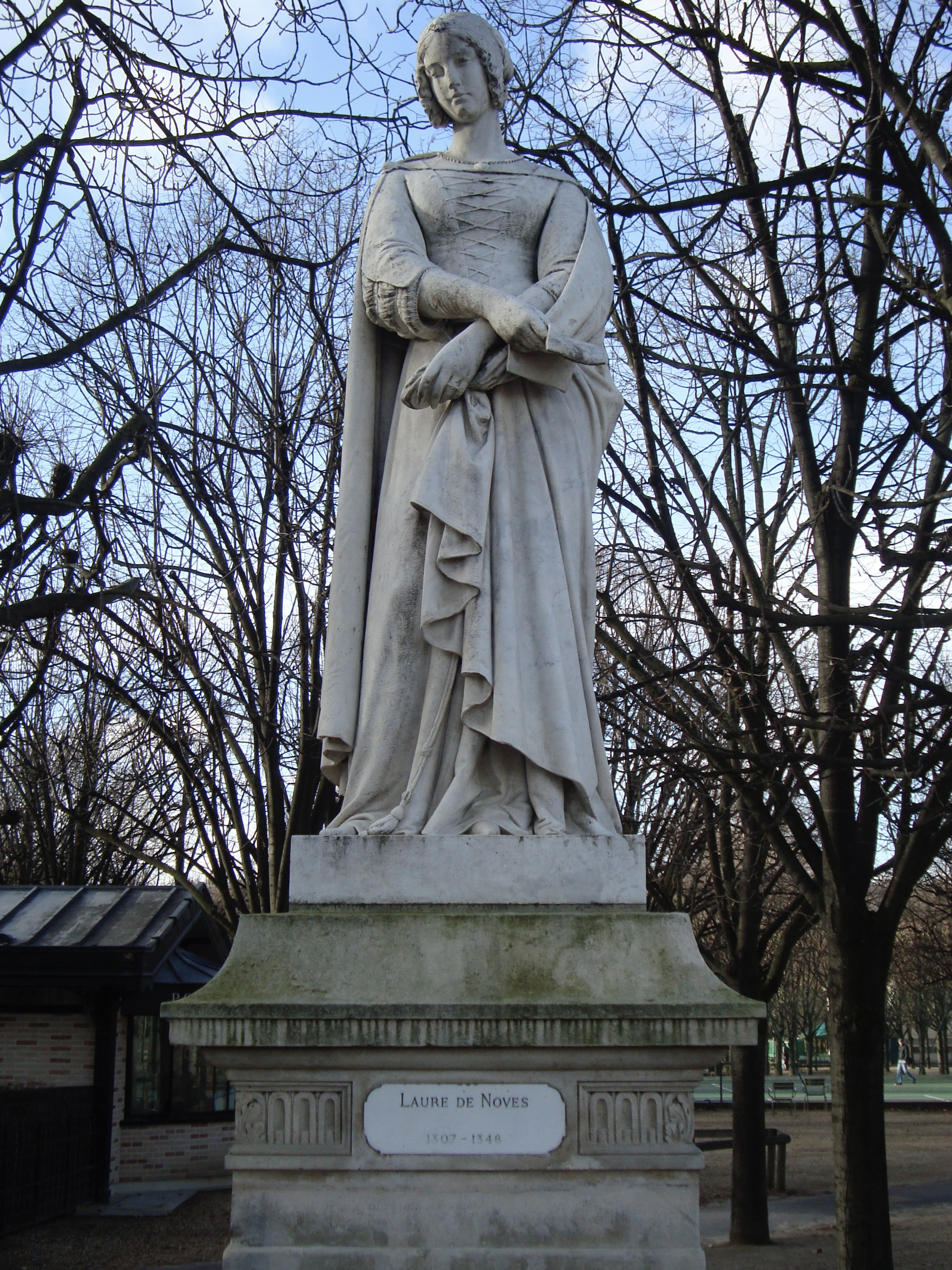
Laura de Noves (1850), una delle Regine di Francia e Donne illustri dei giardini del Lussemburgo a Parigi.
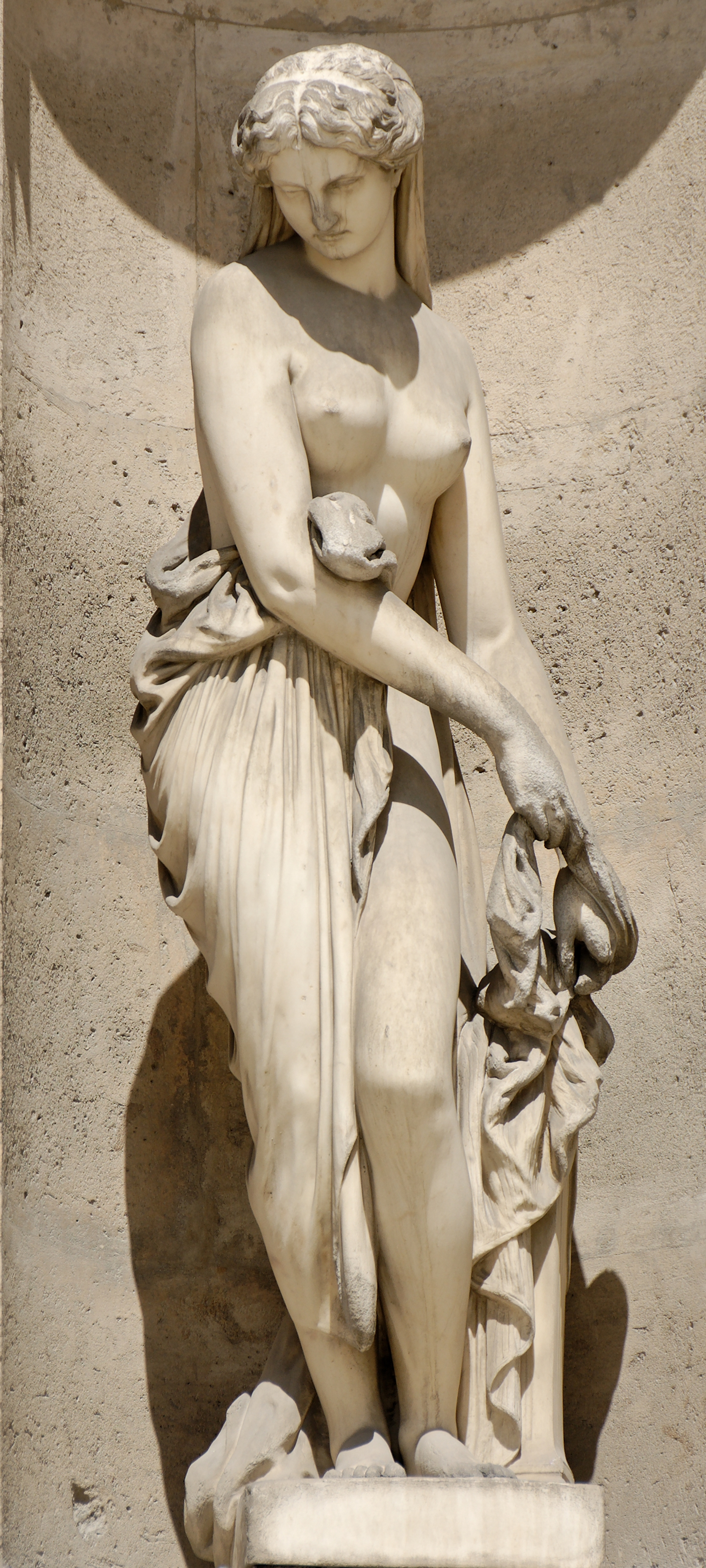
Campaspe si spoglia davanti ad Apelle per ordine di Alessandro (1883), Parigi, facciata nord del Cortile quadrato del palazzo del Louvre.